# アルミランテ・コクレーン (装甲艦)

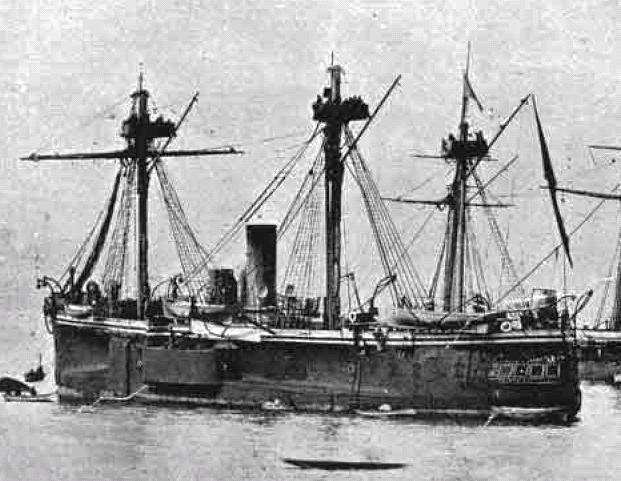
アルミランテ・コクレーン

アルミランテ・コクレーン (Almirante Cochrane) はチリ海軍の装甲艦。アルミランテ・コクレーン級。太平洋戦争や1891年の内戦に参加した。

## 艦歴
イギリスのEarle's Shipbuildingで建造。1874年1月25日進水。近隣との紛争のため未完成状態で1874年12月26日にバルパライソに到着し、その後1877年1月にイギリスに戻った。

### 太平洋戦争
1879年2月14日、Williams Rebolledo率いる「アルミランテ。コクレーン」、「ブランコ・エンカラダ」、「O'Higgins」はアントファガスタに兵を上陸させ、同地を占領した。
4月3日、「ブランコ・エンカラダ」、「アルミランテ・コクレーン」などはアントファガスタより出航。4月5日にイキケに着くと、そこの封鎖を行うことを通告した。4月15日、Williams Rebolledoは「ブランコ・エンカラダ」他2隻を率いて南へ向かうとともに、「アルミランテ・コクレーン」と「マガジャネス」を北へ派遣。「アルミランテ・コクレーン」と「マガジャネス」はMollendoを攻撃した。
5月16日（15日とも）、Williams Rebolledoは「ブランコ・エンカラダ」、「アルミランテ・コクレーン」などを率い、イキケからカヤオ攻撃に向かう。しかしイキケに着いたときそこには目標とするペルーの装甲艦2隻はおらず、チリ側は攻撃をせずに引き返した。チリ海軍主力がイキケを離れていたこの間にイキケの海戦が起こっている。
7月10日、「アルミランテ・コクレーン」はイキケに現れたペルー装甲艦「ワスカル」を追跡している。
7月16日にWilliams Rebolledoがイキケに着くと、彼は「アルミランテ・コクレーン」に対しアントファガスタで給炭し、それから修理のためバルパライソへ向かうよう命じた。同日、「アルミランテ・コクレーン」はペルー砲艦「ピルコマヨ」と遭遇し追跡したが、結局断念している。
9月下旬、「アルミランテ。コクレーン」は「O'Higgins」とともにバルパライソからアントファガスタへ向かう輸送船団を護衛した。
10月2日、「ワスカル」がアリカにあるとの情報により「ブランコ・エンカラダ」、「アルミランテ・コクレーン」以下のチリ艦隊はアントファガスタより出撃し、アリカへ向かった。しかしアリカに到着したときそこには「ワスカル」はおらず、「ワスカル」は「Unión」とともに南へ向かったとの情報を得るとチリ艦隊は2隊に分かれて南下。10月8日に「ワスカル」と交戦して撃破し、鹵獲した（アンガモスの海戦）。
10月28日、「アルミランテ・コクレーン」はPisagua攻略部隊を乗せた船団を「O'Higgins」などと共に護衛してアントファガスタから出撃。上陸は11月2日に行われた。11月23日、敵軍が離れたイキケを「アルミランテ・コクレーン」からの上陸部隊が占領した。
12月上旬、「アルミランテ・コクレーン」はアリカの封鎖に加わった。
1880年3月16日から17日の夜にペルーのコルベット「Unión」が封鎖を抜けてアリカに到着すると、「アルミランテ・コクレーン」も加わってチリ側は攻撃を行ったが、「Unión」には逃げられた。この戦闘で「アルミランテ・コクレーン」は被弾した。
アリカ付近に集結したチリ軍は6月5日に攻撃を開始し、翌日は「アルミランテ・コクレーン」などによる砲撃も行われた。その際「アルミランテ・コクレーン」は1発被弾し、死傷者が出た。6月7日、アリカは陥落した。
9月22日、「アルミランテ・コクレーン」はChorrillosを砲撃した。
12月、アリカを出発した船団を他艦と共に護衛。同船団は22日にChilca近くのCurayaco湾に着き、兵士を上陸させた。
1881年1月、チリ軍はリマに迫る。1月13日にペルーの第1防衛線に対する攻撃が開始され、「アルミランテ・コクレーン」は他艦と共に攻撃を支援した。1月16日、リマは降伏した。

### 内戦
1891年1月に始まった内戦では議会派が海軍を掌握しており、「アルミランテ・コクレーン」もそちら側に属す。1月6日時点で「アルミランテ・コクレーン」はQuinteros湾にあった。同日夜にバルパライソ湾にあった「ブランコ・エンカラダ」以下の艦艇が出航し、「アルミランテ・コクレーン」と合流して翌日バルパライソに戻った。まず、「アルミランテ。コクレーン」などはCompañía Sud Americana de Vaporesの汽船を接収。そのうちの一隻、「Amazonas」は「アルミランテ・コクレーン」に捕まるも逃走したが、「ブランコ・エンカラダ」によって改めて確保された。
次いで「アルミランテ・コクレーン」と「マガジャネス」は北部の港の封鎖、占領に向かった。議会派側はPisaguaを一度は占領するも、その後撤退となる。イキケからの兵がそちらに向かっているようであったことから、今後列車がイキケを出発したら砲撃すると1月22日に「アルミランテ。コクレーン」は警告した。2月5日に「アルミランテ・コクレーン」は「O'Higgins」、輸送船2隻と共にPisaguaへ向かい、同地は翌日再び占領された。
5月17日、水雷砲艦「アルミランテ・コンデル」がイキケ沖に現れ攻撃を実施。「アルミランテ・コクレーン」が追跡したが逃げられた。
議会派の軍は8月20日にバルパライソの北に上陸し、28日にバルパライソを占領した。その間、8月23日のFort Callao攻撃時に「アルミランテ・コクレーン」は「エスメラルダ」、「O'Higgins」とともに砲撃を行った。

### その後
「アルミランテ・コクレーン」は1935年頃に解体された。